# Мальсагов, Сафарбек Товсолтанович
Сафарбек Таусултанович Мальсагов (также используется написание Товсултанович; 1868, Владикавказ — 1944, Варшава, Генерал-губернаторство) — военачальник Русской императорской армии, генерал-майор (1915).

## Начало военной карьеры
Родился 26 июля 1868 года во Владикавказе — административном центре Терской области. По национальности ингуш. Общее образование получил во Владикавказском реальном училище.
В службу вступил в 1885 году вольноопределяющимся в 45-й драгунский Северский полк. Через год, сдав вступительные экзамены, был зачислен в Елисаветградское кавалерийское юнкерское училище. Окончив училище по первому разряду 1 сентября 1887 года, был определен корнетом в 9-й драгунский Елисаветградский полк.
Вскоре С. Мальсагов был переведен в г. Темир-Хан-Шуру поручиком в Дагестанский конный полк.
Командовал сотней, был председателем полкового суда. Привлекался к помощи органам управления Дагестанской области в организации переписи населения, уточнении сырьевых ресурсов края. Несколько раз получал призы на окружных стрелковых соревнованиях.
С 6 августа 1889 года по 28 апреля 1891 года в запасе.
23 мая 1893 года произведён в поручики, а 14 мая 1896 года — в штабс-ротмистры. 6 мая 1900 года произведён в ротмистры.
В 1904 году произведен в подполковники. В 1907 году был командирован в Тифлис для участия в комиссии по пересмотру положения о полку. Будучи помощником командира полка, Мальсагов неоднократно временно командовал полком. 8 июля 1911 года «за отличие по службе» был произведён в полковники и назначен командиром Осетинского конного дивизиона дислоцированного в Ставрополе. Дивизион был включен в состав 3-й Кавказской казачьей дивизии.

## Первая мировая война
С началом первой мировой войны, уже 5 августа 1914 года дивизия прибыла на Юго-Западный фронт и была включена в состав войск 8-й армии генерала А. А. Брусилова. К тому времени, 29 июля 1914 года, Осетинский конный дивизион был развернут в Осетинский конный полк.

### Командование 1-м Дагестанским конным полком
В августе 1914 года Осетинский конный полк под командованием полковника Мальсагова буквально «с колес», после высадки, совершил форсированный конный переход и вступил в бои на германском фронте между Львовом и Тарнополем в Галиции.
25 января 1915 года полковник Мальсагов был назначен командиром 1-го Дагестанского конного полка, который также входил в состав 3-й Кавказской казачьей дивизии. После затяжных и неудачных боев весны-лета 1915 года русская армия с тяжёлыми боями отступила от Перемышля.
В начале августа 1915 года 3-я Кавказская казачья дивизия, приданная для усиления 24-му армейскому корпусу, приняла участие в тяжелом бою у деревни Ракитно. В этом сражении кавказцы понесли тяжелые потери. Общее число выбывших из строя достигло 323 человек. За этот бой полковник Мальсагов, лично возглавлявший атаку Дагестанского конного полка, был награждён орденом Святого Владимира 4-й степени с мечами и бантом.
Осенью 1915 — зимой 1916 годов 3-я Кавказская казачья дивизия несла авангардную сторожевую службу. Периодически, в составе различных соединений, дивизия участвовала в боевых действиях. Полковник Мальсагов в этот период временно командовал бригадой.
Из приказа командира 4-го конного корпуса от декабря 1915 года:
Вспоминая работу отважной бригады полковника Мальсагова в боях у Белой Воли и на позициях у Тиховиж и на Струцени, рад от лица службы выразить признательность доблестному полковнику Мальсагову, командирам полков, офицерам, а лихим казакам и всадникам — мое горячее спасибо.
В 1916 году Высочайшим приказом был произведен в генерал-майоры со старшинством с 31 октября 1915 года.
Из представления:
Целым рядом упорных, продолжительных боев доказал свою храбрость, решительность и отличное знание военного дела, а также умение руководить действиями отряда из трех родов оружия. 6 августа лично вел в атаку 1-й Дагестанский конный полк, где под ним убито две лошади. В сентябре и октябре того же 1915 года временно командовал 2-й бригадой 3-й Кавказской казачьей дивизии в составе войск 4-го конного корпуса, неоднократно получая похвалу за свою выдающуюся отличную работу.

### Наступление на юго-западе
В дни известного наступления войск Юго-Западного фронта 3-я Кавказская казачья дивизия по-прежнему оставалась в составе 4-го конного корпуса. В конце 1916 года генерал С. Мальсагов был назначен командиром 1-й бригады 3-й Кавказской казачьей дивизии. В состав бригады входили 1-й Екатеринодарский и 1-й Кизляро-Гребенской казачьи полки. Весной 1917 года Мальсагов был назначен командиром отряда, в состав которого вошли 1-я бригада 3-й Кавказской казачьей дивизии, три стрелковых полка, Осетинская пешая бригада и артиллерийский дивизион. Войну генерал-майор Мальсагов завершил на Западном фронте, куда осенью были переброшены некоторые казачьи соединения.

### Возвращение на Кавказ и отставка
Летом 1918 года он вернулся на Кавказ. Весной 1919 года по предложению генерала Деникина занял должность правителя Ингушетии. После антиденикинского восстания в июне-июле 1919 года Мальсагов подал в отставку. Служил при штабе Добровольческой армии в Екатеринодаре.

## Последующие годы
Эмигрировал во Францию. В 1937 году по приглашению графа Пусловского, семью и имущество которого он спас от солдатской расправы осенью 1917 года на Западном фронте, переехал в Польшу, где поселился в имении графа. Участвовал в работе различных организаций Международного Красного Креста. В начале Великой Отечественной войны Мальсагов решительно отказался от предложения вермахта о сотрудничестве. Многое сделал для облегчения участи военнопленных.
Скончался в 1944 году и был похоронен на Татарском (мусульманском) кладбище г. Варшавы. В 1996 году останки Сафарбека Таусултановича Мальсагова по его завещанию были перенесены на родовое кладбище в с. Альтиево в Ингушетии.

## Награды
Ордена Святого Станислава 3-й степени с мечами и бантом; 2-й степени с мечами; 1-й степени с мечами; Святой Анны 4-й степени с надписью «За храбрость»; 3-й степени с мечами и бантом; 2-й степени с мечами; 1-й степени с мечами; Святого Владимира 4-й степени с мечами и бантом; 3-й степени с мечами (14 ноября 1917) года